# Locride (Grecia)
La Locride (in greco antico: Λοκρίς?, Lokrís) era una regione dell'antica Grecia. 
In epoca contemporanea, fino alla riforma del programma Callicrate, è stata inglobata fra le prefetture (nomoi) di Beozia e Ftiotide comprese nella periferia della Grecia Centrale.

## Geografia
Anticamente si divideva in due aree: la Locride Opunzia, a est, si affacciava sul golfo dell'Eubea e andava dalle Termopili a Larymna; la Locride Ozolia, a ovest, si allungava sul golfo di Corinto fino a Naupatto.
Le due unità territoriali della Locride erano separate da una sezione di Focide.

## Storia
I Locresi, organizzati politicamente in federazioni (koiné), furono i primi a colonizzare la parte ionica della Calabria, dove fondarono all’inizio del VII secolo a.C. la città di Locri Epizefiri (quest'area è tuttora chiamata Locride), mentre alla fine del VII secolo a.C. colonizzarono la parte tirrenica, dove fondarono Hipponion e Medma.
Le due Locridi parteciparono alla guerra del Peloponneso parteggiando ora a fianco di Atene ora a fianco di Sparta. Con la supremazia della Beozia i Locresi si videro assoggettati a Tebe partecipando al suo fianco alla III e IV guerra sacra, in conseguenza della quale e per la sconfitta subita a Cheronea nel 338 a.C. le due Locridi vennero assoggettate alla Macedonia. Infine vennero sottomesse da Roma nel 146 a.C. e consegnate di nuovo alla Macedonia.

## Antiche città
- Alponos
- Bessa (Locride)